# 이신손
이신손(李信孫, ?~?)은 고려의 문관이다.

## 생애
아버지 이순목(李淳牧)은 합천의 향리 출신으로 최씨 무신정권의 수장이었던 최이(崔怡)에 의하여 판비서성사(判秘書省事)로 임명되었고, 그 후 최항(崔沆)의 스승이 되는 등 최씨 무신정권과 가까운 인물이었다.
몽골과의 항쟁이 벌어지던 와중인 고종(高宗) 45년(1258년) 김인준(金仁俊), 임연(林衍) 등에 의해 최씨 정권이 타도되고 이어 김인준도 임연에 의해 살해된 뒤, 원종(元宗) 10년(1269년), 임연이 몽골과의 화의와 출륙환도에 반대하며 원종을 폐위시키고 왕족인 안경공(安慶公) 창(淐)을 옹립하였으며, 서북면에서 반란이 일어날 것을 대비하여 앞서 서북면 사람들의 인심을 얻었던 평장사(平章事) 홍균(洪鈞)의 아들 홍녹주(洪祿遒)를 새로 서북면병마사로 임명해 이신손과 교체하게 하였다. 이신손이 홍녹주로 교체된 뒤, 10월에 서경에서 최탄(崔坦) 등이 임연의 원종 폐위를 빌미로 반란을 일으켜 서북면 지역 주군의 고려 관원들을 살해하고 그 지역을 들어 몽골에 투항하였다(동녕부). 홍녹주는 과거 아버지의 이름을 기억하고 있던 이들의 도움으로 죽음을 면하였으며, 임연의 뒤를 이어 집권한 임유무도 원종 11년(1270년) 5월에 송송례(宋松禮)에 의해 제거되고 원종이 몽골의 후원을 입어 복위함으로써 고려의 무신정권은 종말을 고하였다.
몽골과의 화의를 맺은 원종이 출륙환도를 결정하자, 6월 과거 최씨 정권의 사병적인 성격을 띠고 있던 군사 조직이자 몽골과의 항쟁을 주도하기도 했던 삼별초 소속의 장군 배중손(裵仲孫)과 지유(指諭) 노영희(盧永禧)가 몽골에 맞서 싸울 것을 외치며 강도 궁성의 구장(毬場)으로 사람을 모으고, 고려의 왕족 승화후 온을 왕으로 추대하고 관직 임명을 행했다. 이때 상서좌승(尙書左丞)으로써 이신손은 대장군(大將軍) 유존혁(劉存奕)과 함께 좌우 승선(承宣)으로 임명되었다. 삼별초는 그 직후 모든 물자와 병력, 인원을 배에 태우고 강화도를 빠져나와 남쪽으로 내려가 진도(珍都)에 거점을 세우고 서남해 일대를 경략하며 그곳에 주둔하던 몽골군이나 개경 조정 소속의 고려군을 공격하였다.
원종 12년(1273년) 진도가 여몽연합군에 함락되고 김통정(金通精) 등이 삼별초 잔당을 수습해 제주도로 들어갔는데, 남해에 주둔하고 있던 유존혁은 80척 선단을 거느리고 제주로 가서 김통정과 합류했고, 이신손은 가던 도중에 길을 돌려서 개경 조정에 투항하였다. 이듬해인 원종 13년(1274년) 2월 판각문사(判閣門事)로써 충청도수로방호사(忠淸道水路防護使)로 임명되고 고려 조정은 제주도로 들어간 삼별초 잔당을 진압하고자 김방경(金方慶) 등을 보내어 몽골(원)의 훈둔과 함께 제주를 공격하게 하였고, 4월 28일에 여몽연합군은 삼별초를 진압하고 제주도를 평정하였다.
충렬왕 즉위년(1274년) 12월에는 판합문사(判閤門事)로써 장군 고천백(高天伯)과 함께 원에 하정사로써 파견되어, 고려에 권농사(勸農使)를 파견한다는 원의 계획을 중지시켜줄 것을 요청하는 충렬왕의 뜻을 전달하였다. 충렬왕 3년(1277년) 1월 송분과 함께 좌·우 서윤(庶尹)으로 임명되었다.

## 가족
- 아버지: 이순목(李淳牧)
  - 형제: 이의손(李義孫)
  - 형제: 이덕손(李德孫)

## 같이 보기
- 합천 이씨